# فيك فريزر
فيك فريزر (بالإنجليزية: Vic Frazier)‏ هو لاعب كرة قاعدة أمريكي، ولد في 5 أغسطس 1904 في روستون في الولايات المتحدة، وتوفي في 10 يناير 1977 في جاكسونفيل في الولايات المتحدة.